# La peste scarlatta
La peste scarlatta o Il morbo scarlatto (The Scarlet Plague) è un romanzo breve postapocalittico di Jack London del 1912.

## Storia editoriale
Il romanzo è stato pubblicato originariamente sul giornale The London Magazine nel 1912. Si tratta di un testo visionario in cui l'autore, riprendendo un tema trattato per la prima volta da Mary Shelley nel racconto L'ultimo uomo e poi da M. P. Shiel ne La nube purpurea, anticipa temi destinati ad avere larga diffusione nei decenni successivi e che saranno sviluppati in opere come  L'ombra dello scorpione di Stephen King, La strada di Cormac McCarthy, Io sono leggenda di Richard Matheson e Un cantico per Leibowitzdi Walter M. Miller.
È stato pubblicato in italiano per la prima volta nel 1927.

## Trama
2073, sessant'anni dopo che una inarrestabile pestilenza, il "morbo rosso", ha eliminato gran parte della popolazione umana e fatto ripiombare i pochi sopravvissuti nell'età della pietra, James Howard Smith, un vecchio tra i pochi superstiti nell'area di San Francisco negli Stati Uniti, racconta come andarono le cose ai nipoti inselvatichiti dei sopravvissuti, cercando di impartire loro una lezione di saggezza e di conoscenza.

## Edizioni
- (EN) Jack London, The Scarlet Plague, in The London Magazine, Londra, giugno 1912.
- (EN) Jack London, The Scarlet Plague, New York, he Macmillan Company, 1915.
- Jack London, La peste scarlatta, Il romanzo d'avventure, n. 33, Milano, Sonzogno, febbraio 1927.
- Jack London, La peste scarlatta, in La peste scarlatta, traduzione di Gastone Rossi, Romantica mondiale Sonzogno, n. 194, Milano, Sonzogno, 30 marzo 1939.
- Jack London, La peste scarlatta, in La peste scarlatta, traduzione di Gastone Rossi, Collana romantica mondiale Sonzogno, n. 119, Milano, Sonzogno, 28 febbraio 1956.
- Jack London, La peste scarlatta, in Il richiamo della notte. Racconti di fantastoria e fantascienza, traduzione di Giordano Falzoni, Universale Economica Feltrinelli, n. 767, Milano, Feltrinelli, 6 gennaio 1978, ISBN 880780767X.
- Jack London, La peste scarlatta, traduzione di Mario Benzi, Le Pagine, n. 9, Roma, Lucarini, aprile 1987, ISBN 8870331989.
- Jack London, Il morbo scarlatto, in Il morbo scarlatto, traduzione di Alessandro Zabini, Cosmo Serie Oro. Classici della Narrativa di Fantascienza, n. 153, Milano, Nord, aprile 1996, ISBN 8842908940.
- Jack London, La peste scarlatta, traduzione di Ottavio Fatica, Gli Adelphi, n. 353, Milano, Adelphi, 2000, ISBN 9788845924118.
- Jack London, La peste scarlatta, in La peste scarlatta, traduzione di Dienne Carter e Gian Dàuli, Le erbacce, n. 7, Aprilia, Ortica editrice, aprile 2012, ISBN 9788897011279.
- Jack London, La peste scarlatta, traduzione di Federica Fiandaca, Palermo, Urban Apnea Edizioni, aprile 2022, ISBN 9791280639080.